# Monica Westén
Monica Viola Westén, nach Heirat  Monica Viola Lundgren und nach erneuter Heirat Monica Viola Rydén (* 15. März 1966 in Huddinge), ist eine ehemalige schwedische Leichtathletin, die Europameisterschaftsdritte im 400-Meter-Hürdenlauf war.

## Sportliche Karriere
Die 1,75 Meter große Monica Westén startete für IF Göta in Karlstad. Sie gewann bei den schwedischen Meisterschaften 1991 und 1993 den Titel im 400-Meter-Lauf als Monica Westén sowie 1995 und 1997 als Monica Lundgren. 1988 siegte sie im 110-Meter-Hürdenlauf und zwischen 1989 und 1997 erlief sie acht Titel über 400 Meter Hürden. Hinzu kamen drei Titel im Hochsprung sowie vier Titel im Siebenkampf. Bei Hallenmeisterschaften siegte sie zweimal über 800 Meter, einmal über 60 Meter Hürden, dreimal im Hochsprung und siebenmal im Fünfkampf.
Die bis dahin international hauptsächlich als Siebenkämpferin hervorgetretene Monica Westén trat bei den Europameisterschaften 1990 in Split über 400 Meter Hürden an. Hinter Tatjana Ledowskaja und Anita Protti aus der Schweiz erlief Westén in 54,75 Sekunden die Bronzemedaille vor Gudrun Abt aus der Bundesrepublik Deutschland. 1991 bei den Weltmeisterschaften in Tokio schied Westén mit 55,51 Sekunden im Zwischenlauf aus. Im Jahr darauf bei den Olympischen Spielen 1992 in Barcelona war für Westén nach 56,68 Sekunden bereits im Vorlauf Schluss. 1993 bei den Weltmeisterschaften in Stuttgart schied sie mit 55,88 Sekunden im Zwischenlauf aus. Ebenfalls im Zwischenlauf kam das Ende für Westén bei den Europameisterschaften 1994 in Helsinki. In den Jahren bis 1998 trat Monica Rydén, wie sie zu dieser Zeit hieß, zwar noch im Europacup für Schweden an, bei internationalen Meisterschaften war sie nicht mehr am Start.

## Bestleistungen
Freiluftbestleistungen
- 200 Meter: 24,32 Sekunden, 16. Juni 1990, Götzis
- 800 Meter: 2:01,86 Minuten, 7. Juli 1993, Gävle
- 100 Meter Hürden: 13,56 Sekunden, 29. Juli 1989[9]
- 400 Meter Hürden: 54,69 Sekunden, 13. August 1990, Stockholm
- Hochsprung: 1,89 Meter, 18. August 1990, Helsinki[10]
- Weitsprung: 6,21 Meter, 17. Juni 1990, Götzis
- Siebenkampf: 6085 Punkte, 16./17. Juni 1990, Götzis